# Amfòter (heroi)
D'acord amb la mitologia grega, Amfòter (en grec antic: Ἀμφότερος) va ser un heroi, fill d'Alcmeó i de la nimfa Cal·lírroe.
Va fer costat al seu germà Acarnà en la venjança del seu pare, que havia mort a mans dels fills del rei Fegeu. La seva mare, Cal·lírroe, estimada per Zeus, li va demanar que convertís en adults els seus dos fills encara nens perquè poguessin venjar el seu pare, i el déu li ho va concedir, i van matar els dos fill de Fegeu, Prònous i Agènor, que eren al palau del rei. Els germans van anara Psofis, on era Fegeu, i el van matar. Els ciutadans els van perseguir, però es van refugiar a la cort d'Agapènor, a Tègea d'Arcàdia. El seu avi Aqueloos els va ordenar que anessin a Delfos per oferir a Apol·lo el collar d'Harmonia, que havia provocat tot un seguit de crims, i havia estat la causa indirecta de la mort del seu pare Alcmeó i del seu avi Amfiarau.